# Hexatoma greenii
Hexatoma greenii är en tvåvingeart som först beskrevs av Enrico Adelelmo Brunetti 1911.  Hexatoma greenii ingår i släktet Hexatoma och familjen småharkrankar.
Artens utbredningsområde är Sri Lanka. Inga underarter finns listade i Catalogue of Life.